# Mamurras
Mamurras é uma cidade e município (em albanês:  bashkia) da Albânia localizado no distrito de Kurbin, prefeitura de Lezhë.